# Cryptandra parvifolia
Cryptandra parvifolia là một loài thực vật có hoa trong họ Táo. Loài này được William Jackson Hooker mô tả khoa học đầu tiên năm 1834 dưới danh pháp Pomaderris parvifolia. Có lẽ khoảng năm 1860 Joseph Dalton Hooker chuyển nó sang chi Cryptandra. (Tại trang viii phần Preface ghi năm xuất bản của 2 quyển Botany of Tasmania là 1853-1859 (có thể là xuất bản từng phần riêng lẻ, nhưng hiện tại người ta không còn/không có bất kỳ lưu trữ nào của các phần riêng lẻ này), The Plant List cho là năm 1855, còn IPNI cho là năm 1857; tuy nhiên trên bìa sách ghi rất rõ là năm 1860 và tại trang cxxviii kết thúc phần Introductory essay tác giả ghi là viết tại Kew ngày 4 tháng 11 năm 1859).

## Phân bố
Loài này được tìm thấy ở New South Wales, Nam Úc, Tasmania, Victoria, Tây Úc.

## Lưu ý
Tháng 9 năm 1858 Nicolai Stepanowitsch Turczaninow mô tả loài Cryptandra parvifolia ở Nova Hollandia (tên gọi cũ của Australia) tại trang 459 số 2 tập 31 tạp chí Bulletin de la Société Imperiale des Naturalistes de Moscou. Danh pháp do hai tác giả đưa ra trên thực tế chỉ tới 2 loài khác nhau, với loài của Turczaninow chỉ tìm thấy tại miền nam Tây Úc. Điều chưa rõ ràng là danh pháp Cryptandra parvifolia của Hooker hoàn toàn có thể được công bố sau danh pháp của Turczaninow, chưa tính đến việc Hooker không chắc chắn khi ông dùng dấu ? trong danh pháp của mình. Tuy nhiên, năm 1995 Barbara Lynette Rye cho rằng danh pháp của Turczaninow là nom. illeg. và đổi loài này thành Cryptandra minutifolia.